# Света Петка (Лисолай)
Вижте пояснителната страница за други значения на Света Петка.
„Света Петка“ или „Света Параскева“ (на македонска литературна норма: „Света Петка“, „Света Параскева“) е възрожденска църква в битолското село Лисолай. Църквата е енорийски храм на Лисолайската парохия на Преспанско-Пелагонийската епархия на Македонската православна църква.
Църквата е гробищен храм, разположен на километър източно от селото. Изградена е на стари основи в 1865 година. Представлява голяма каменна базилика с полукръгла апсида на изток. На запад по-късно е прибавен затворен трем. На югозапад има по-късна голяма самостоятелна кулообразна камбанария.